# (5289) Niemelä
(5289) Niemelä est un astéroïde de la ceinture principale, portant le nom de l'astronome argentine Virpi Niemelä.

## Description
(5289) Niemelä est un astéroïde de la ceinture principale. Il fut découvert le 28 mai 1990 à El Leoncito par l'observatoire Félix-Aguilar. Il présente une orbite caractérisée par un demi-grand axe de 3,01 UA, une excentricité de 0,08 et une inclinaison de 10,4° par rapport à l'écliptique.

## Compléments